# St. Maximilian (München)

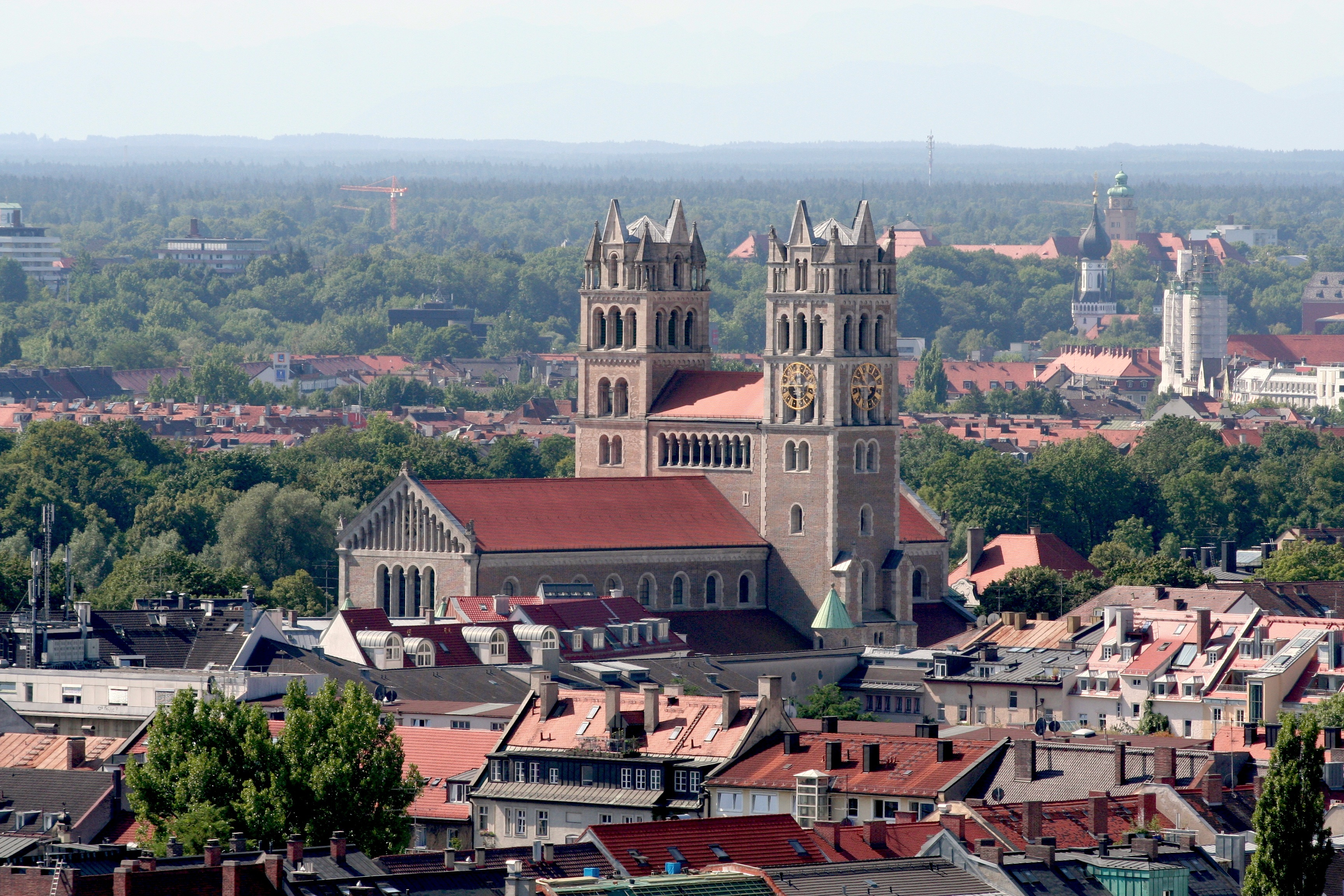
St. Maximilian vom Alten Peter aus gesehen

Die römisch-katholische Kirche St. Maximilian ist die erste Pfarrkirche der Isarvorstadt in München, deren Sprengel im Wesentlichen das Glockenbachviertel umfasst. Sie wurde 1892 bis 1908 nach Plänen von Heinrich von Schmidt im neoromanischen Stil errichtet.

## Lage

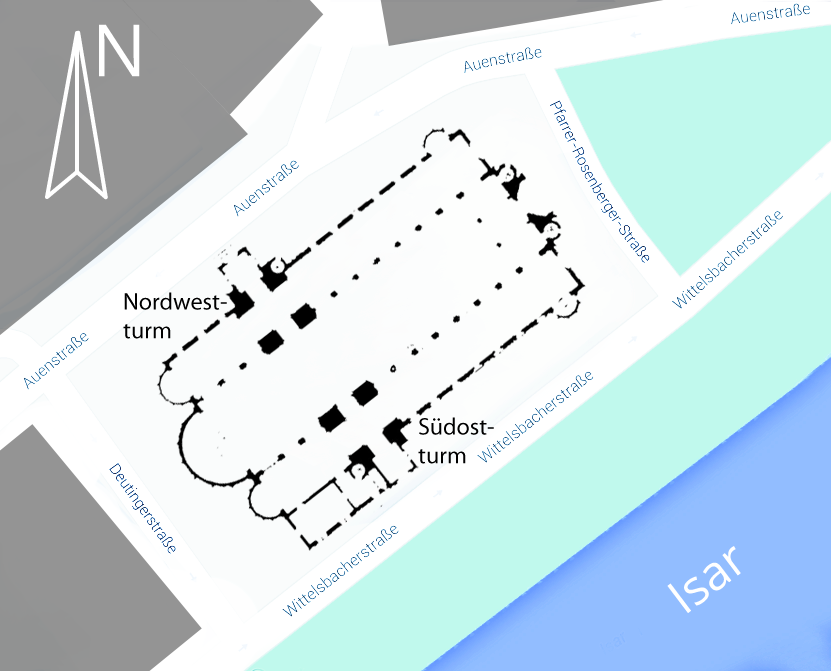
Lage des Kirchengebäudes Sankt Maximilian im Münchner Glockenbachviertel (Isarvorstadt)

St. Maximilian (Auenstraße 1) befindet sich am östlichen Rand des Glockenbachviertels am Ufer der Isar. Das Kirchengebäude korrespondiert mit dem Turm des Deutschen Museums und gliedert zusammen mit St. Lukas die Stadterweiterungen des 19. Jahrhunderts am linken Isarufer. Die auffallende, im Historismus aber nicht ungewöhnliche Südwestung (Ausrichtung nach Südwest statt der traditionellen nach Osten) der Kirche verleiht der Kirche eine gewisse städtebauliche Dominanz, die aber zurückhaltend bleibt.
Aufgrund der Ähnlichkeit mit dem Original in Paris an der Seine wird St. Maximilian oft als Notre-Dame von München bezeichnet.

## Denkmalschutz
Die Pfarrkirche St. Maximilian steht unter Denkmalschutz und ist unter dem Aktenzeichen D-1-62-000-449 in der Denkmalliste des Bayerischen Landesamtes für Denkmalpflege erfasst. Zum Denkmal gehört unter demselben Aktenzeichen auch die Umfassungsmauer.

## Geschichte

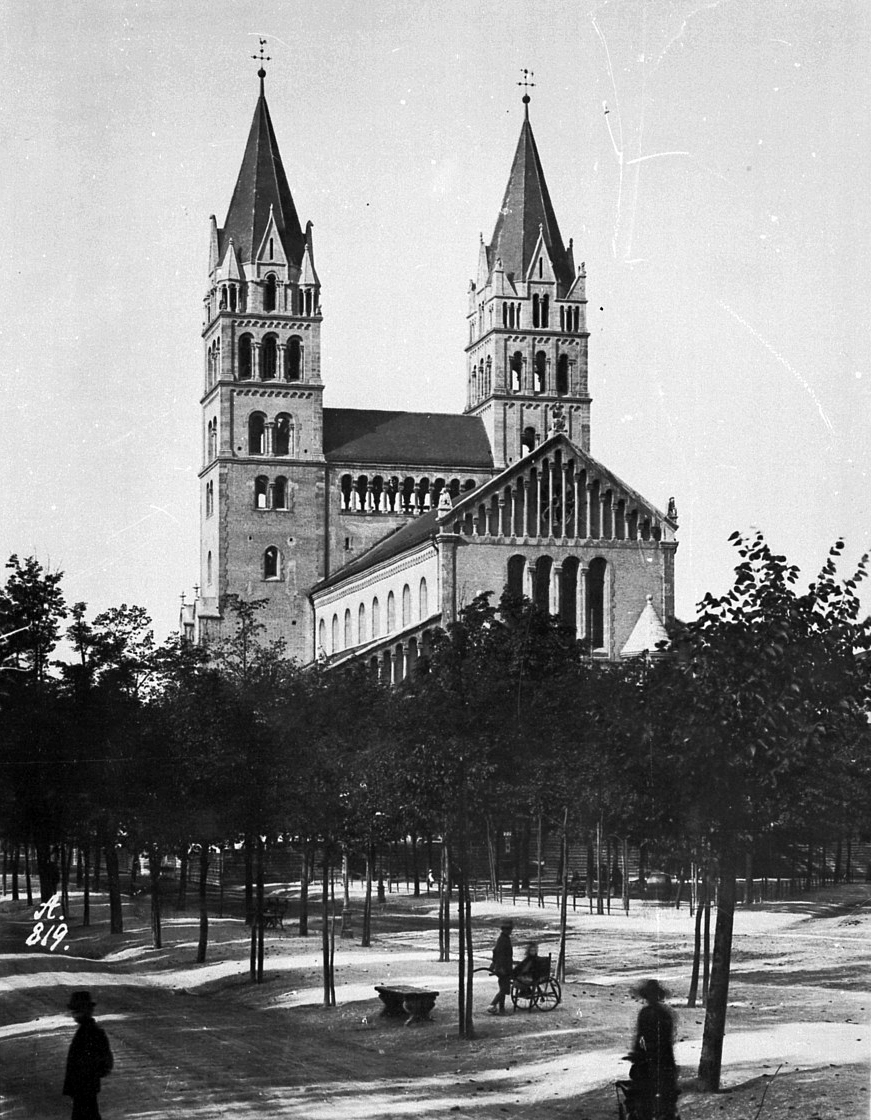
St. Maximilian von Nordosten mit Turmhelmen (um 1901)

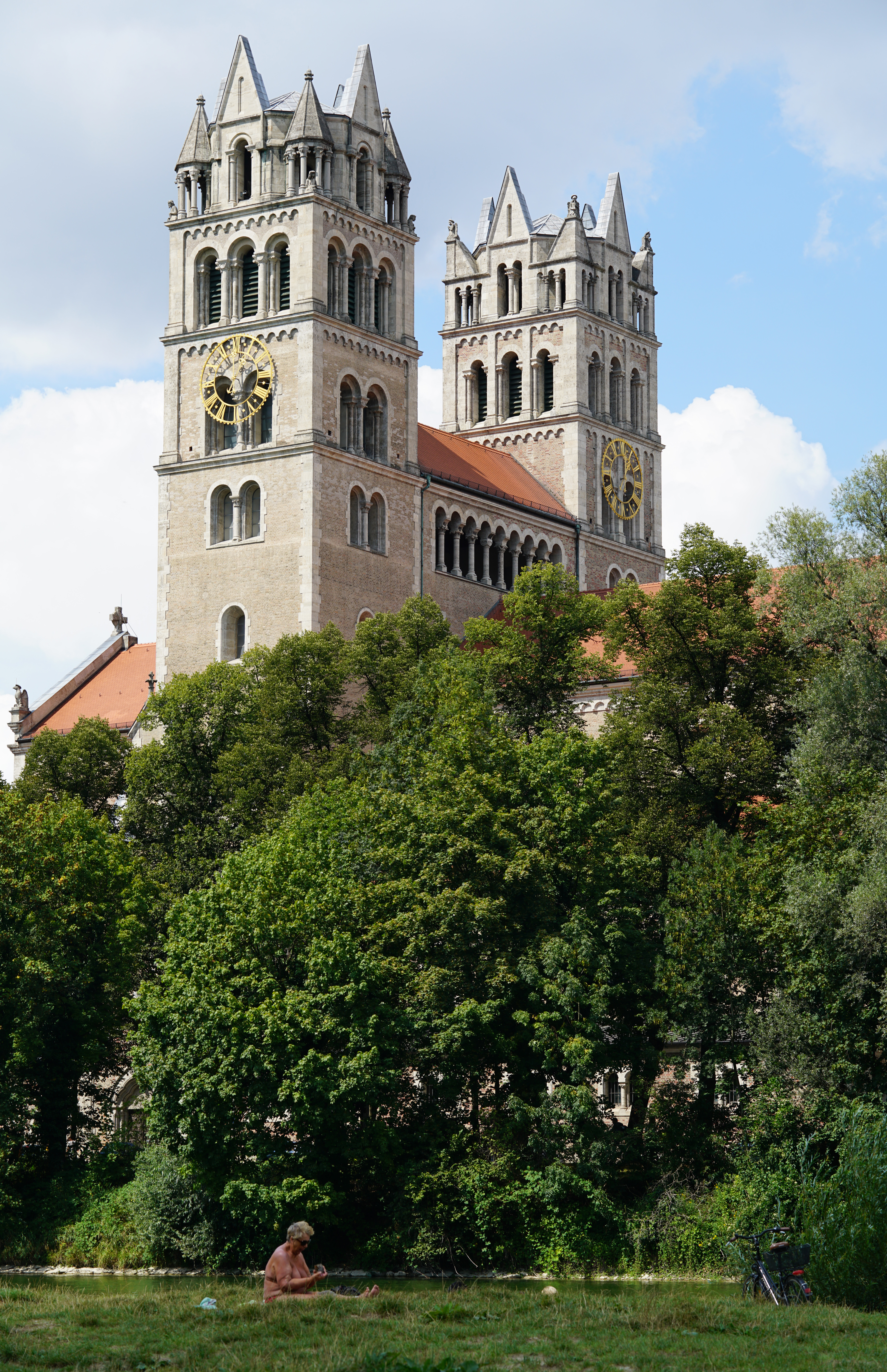
St. Maximilian von Südosten ohne Turmhelme (2018)

Bereits 1883 war das Wachstum Münchens so weit fortgeschritten, dass Erzbischof Antonius von Steichele drei weitere Pfarrkirchen forderte. Um den Bau dieser drei Stadtpfarrkirchen St. Benno in der Maxvorstadt (eingeweiht 1895), St. Paul an der Theresienwiese (eingeweiht 1906) und St. Maximilian zu ermöglichen, wurde der Zentralverein für Kirchenbau in München, genannt Zentralkirchenbauverein, gegründet, der alle drei Gotteshäuser errichten sollte. Neben dem Zentralkirchenbauverein wurde 1883 zusätzlich ein lokaler Kirchenbauverein für St. Maximilian gegründet. Erst 1893 wurde die Schulbaracke an der Auenstraße zu einer Notkirche umgebaut, nachdem die Mutterkirche Heilig Geist im Tal die Gläubigen nicht mehr hatte aufnehmen können und die angeworbenen Mittel noch keinen Baubeginn rechtfertigten.
1895 war das Guthaben so weit angewachsen, dass ein naher Baubeginn möglich schien. Es wurde ein Architektenwettbewerb ausgelobt, an dem Fachleute insgesamt 96 Entwürfe einreichten. Sieger des Wettbewerbes wurde Heinrich Freiherr v. Schmidt, der einen neugotischen Entwurf angeboten hatte. Dieser zeichnete sich durch Anlehnungen an den Stephansdom in Wien aus, an dem sein Vater als Dombaumeister wirkte. Da dem Kirchenbauverein die Kosten zu hoch erschienen, wurde Schmidt beauftragt, einen kostengünstigeren Entwurf auszuarbeiten. Entsprechend den neuen Gepflogenheiten schlug Schmidt eine neoromanische Kirche vor, für die er zwei Entwürfe vorlegte.
Nachdem am 26. April 1895 der erste Spatenstich erfolgt war, legte am 24. Juni 1895 Erzbischof Antonius von Thoma den Grundstein in Anwesenheit des Prinzregenten Luitpold. Wegen Geldmangels ruhte der Bau in den Jahren 1898 und 1899. Am 6. Oktober 1901 weihte Erzbischof Franz Joseph Stein St. Maximilian, die zunächst Filialkirche von Heilig Geist wurde. Am 31. März 1903 wurde St. Maximilian eigenständige Pfarrei und zur Stadtpfarrkirche erhoben. Da die finanziellen Mittel weiterhin knapp blieben, konnte erst 1938 und 1939 die noch fehlende Sakristei angebaut werden.
Bei den Luftangriffen auf München im Zweiten Weltkrieg wurde St. Maximilian zwischen September 1943 und November 1944 mehrmals getroffen und dabei stark beschädigt. Im rechten Seitenschiff wurde eine Notkirche errichtet, in der seit Ostern 1946 wieder Gottesdienst gefeiert werden konnte.
1949 folgte nach Plänen von Oswald Bieber der Wiederaufbau der äußeren Formen, die durch die Weihe des Hochaltares am 11. Oktober 1953 durch Weihbischof Johannes Neuhäusler abgeschlossen wurde. Da die Pfarrgemeinde auch in dieser Zeit nur über sehr knappe Geldmittel verfügte, wurde beim Wiederaufbau auf die Wiederherstellung der oktogonalen Turmhelme verzichtet. Stattdessen kamen Notdächer auf die Türme, wie sie bei solchen Gelegenheiten häufiger eingesetzt wurden (z. B. St. Martini in Braunschweig). Diese Provisorien sind bis heute nicht ersetzt worden.
Nach der Weihe des Hochaltares begann schrittweise die neue Ausgestaltung des Kircheninneren, bei der die wenigen unzerstörten künstlerischen Werke wieder integriert worden sind.
Eine für 2020 geplante Sanierung wegen Asbest als Dämmmaterial wurde verschoben und führte 2021 zu einer Schließung von etwa neun Monaten. Wegen umfangreicher Sanierungs- und Brandschutzmaßnahmen bleibt die Kirche nach Ostern 2025 für etwa zwei Jahre geschlossen; die Gesamtkosten belaufen sich auf rund 5,8 Millionen Euro.

## Programm und Konzeption

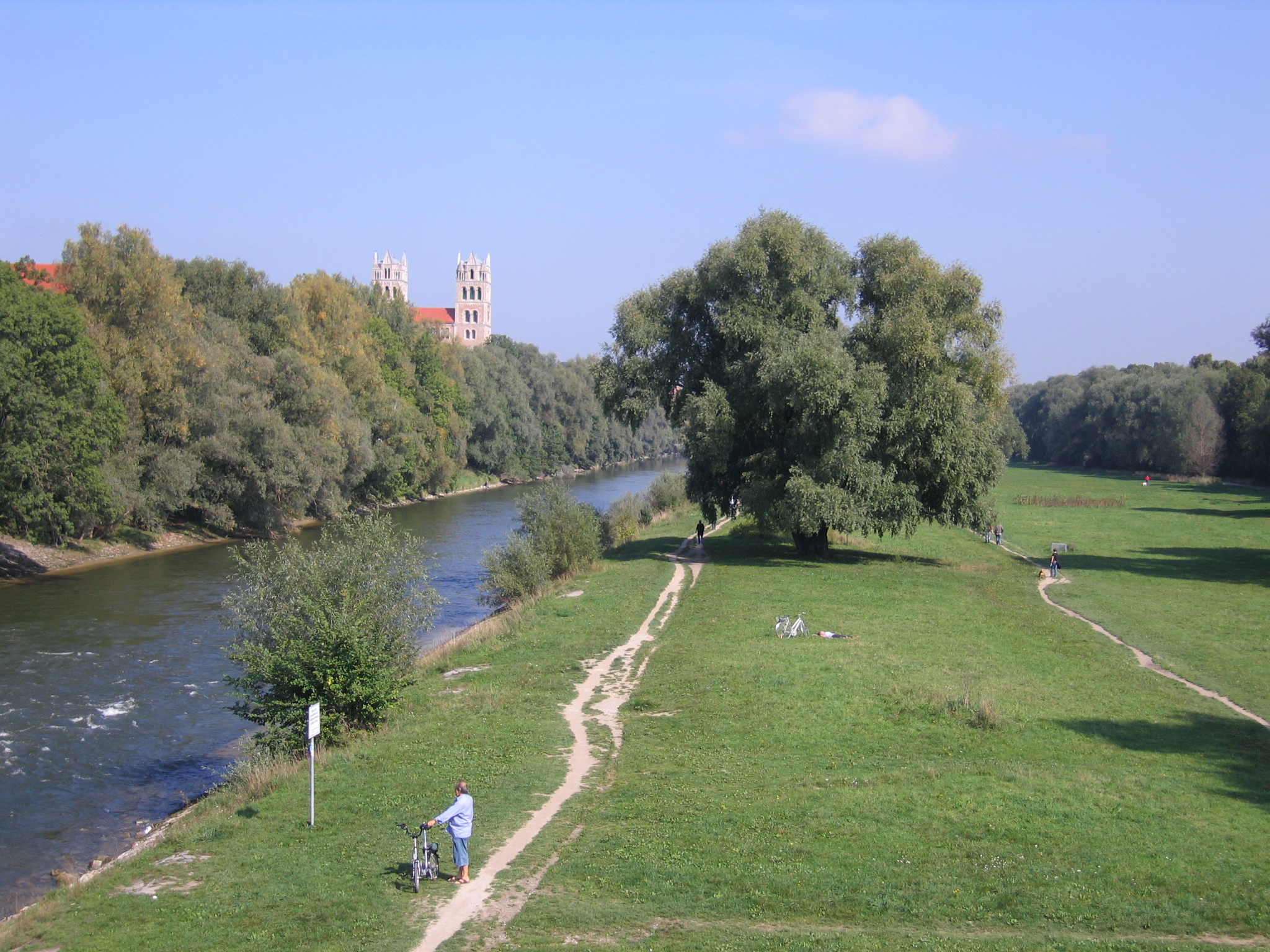
St. Maximilian am Isarufer

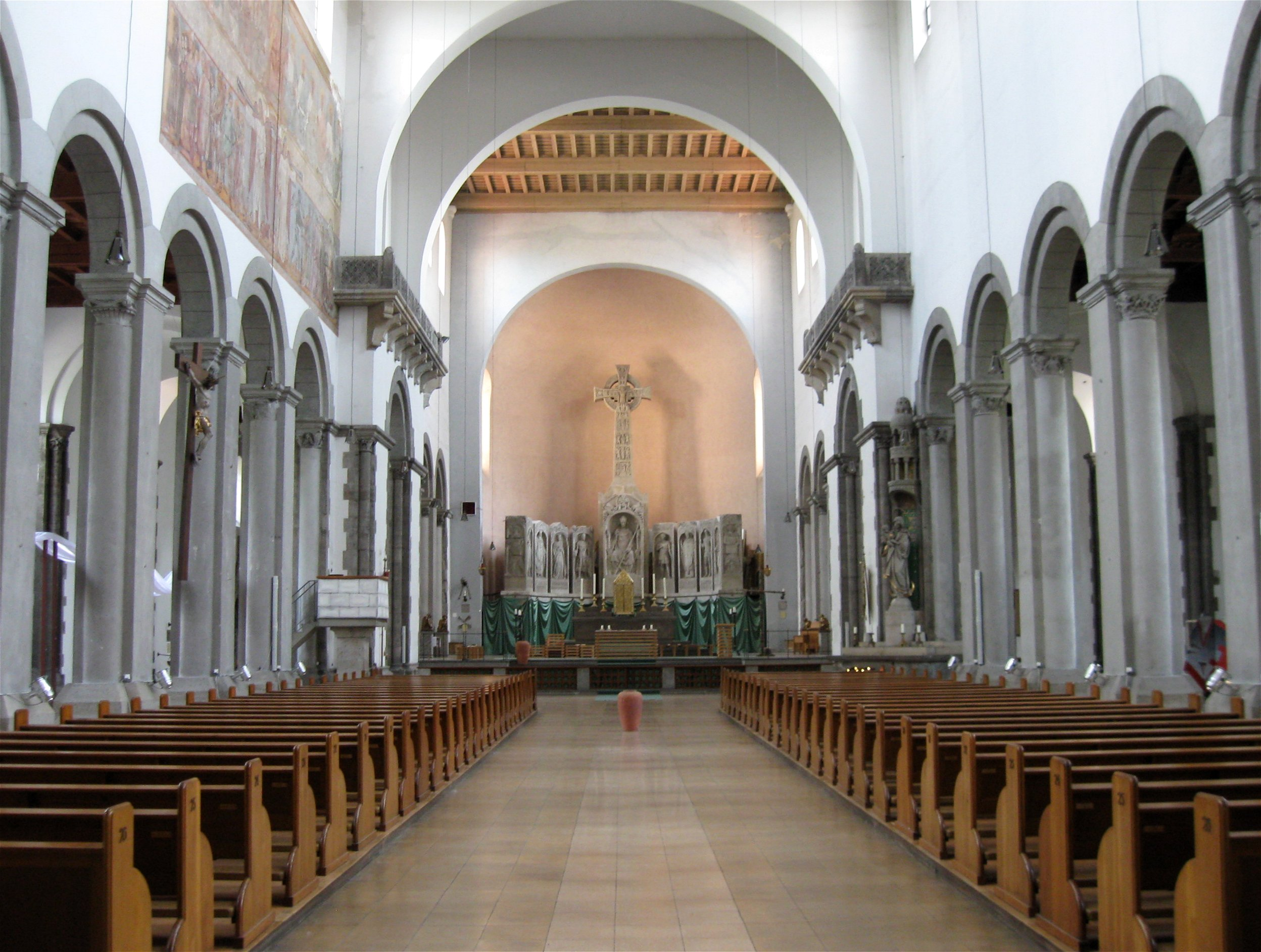
Innenraum, Blick zum Altar

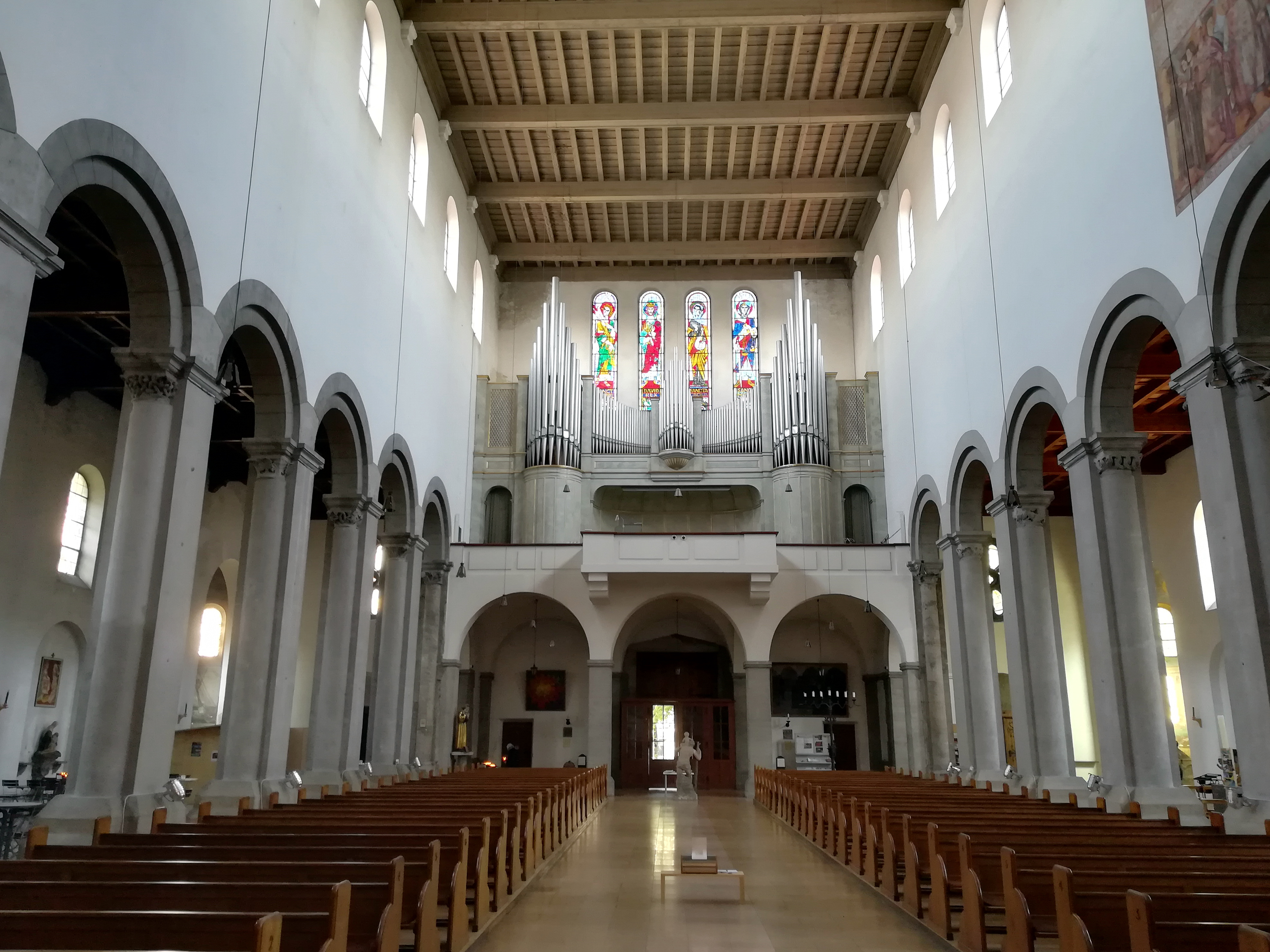
Innenraum, Blick zur Orgel

Ähnlich wie Gabriel von Seidl für die Pfarrkirche St. Anna im Lehel wählte auch Heinrich von Schmidt auf Wunsch des Kirchenbauvereins einen neoromanischen Stil. Das hat vor allem auch politische Gründe. Nach der Gründung des Deutschen Reiches 1871 sah man in der Romanik einen Baustil, der die Treue zur dynastischen Herrschaft betont und zugleich eine Kontinuität zum römisch-deutschen Kaisertum des Mittelalters konstruiert. Damit steht St. Maximilian in der Kontinuität prägender neoromanischer Kirchenneubauten, von denen vor allem St. Anna im Lehel (Pfarrkirche) und St. Benno München-Maxvorstadt zu nennen sind.
Diese dynastische Aussage wird durch die Wahl des Patroziniums und der Konzeption des von Prinzregent Luitpold gestifteten Hochaltares sichtbar. Das Patrozinium des heiligen Maximilian von Lorch soll zusätzlich noch an den ersten bayerischen König Max I. Joseph erinnern. Der Hochaltar wurde in Form einer halbkreisförmigen, unverbundenen „Wand“ in archaisierend-reduzierten Formen errichtet. Die in der mittleren Nische sitzende Figur des Pfarrpatrons Maximilian ist von hochrechteckigen, grabplattenähnlichen Darstellungen von Glaubensboten flankiert, die unter den Karolingern, Agilolfingern und Wittelsbachern das Christentum verbreiteten und eine eigene bayerische Identität gestiftet haben sollen: (links) Theodolinde, Emmeram von Regensburg, Hardemunde und Rasso sowie (rechts) Winthir, Korbinian, Luitpold und Ulrich von Augsburg. Die Darstellung des Kirchenpatrons wird von einem keltisch-irischen Hochkreuz überragt, das A. Miller schuf. Während der Kirchenpatron Maximilian von Lorch auf einem Thron sitzend seine Gemeinde segnet, sind die übrigen Heiligen quasi als Wächter um den einfachen Steinaltar stehend dargestellt. Dadurch wird eine Verbindung zwischen dem neuen Königreich Bayern und den Anfängen seiner Staatlichkeit intendiert, die eine ununterbrochene Dynastie suggeriert und zugleich die Eigenständigkeit Bayerns vom Kaiserreich betont. Diese wird durch den Patron Maximilian von Lorch noch einmal betont, da er die erste christliche Kirche in Freising am Anfang des 3. Jahrhunderts errichtet haben soll. Damit wird die Eigenständigkeit der bayerischen Kirche, die eine Kontinuität streng genommen bis heute im 21. Jahrhundert in Form der Freisinger Bischofskonferenz besitzt, betont und in Beziehung gesetzt mit der politischen Eigenständigkeit, die im Wittelsbacher Königshaus seinen Ausdruck findet.

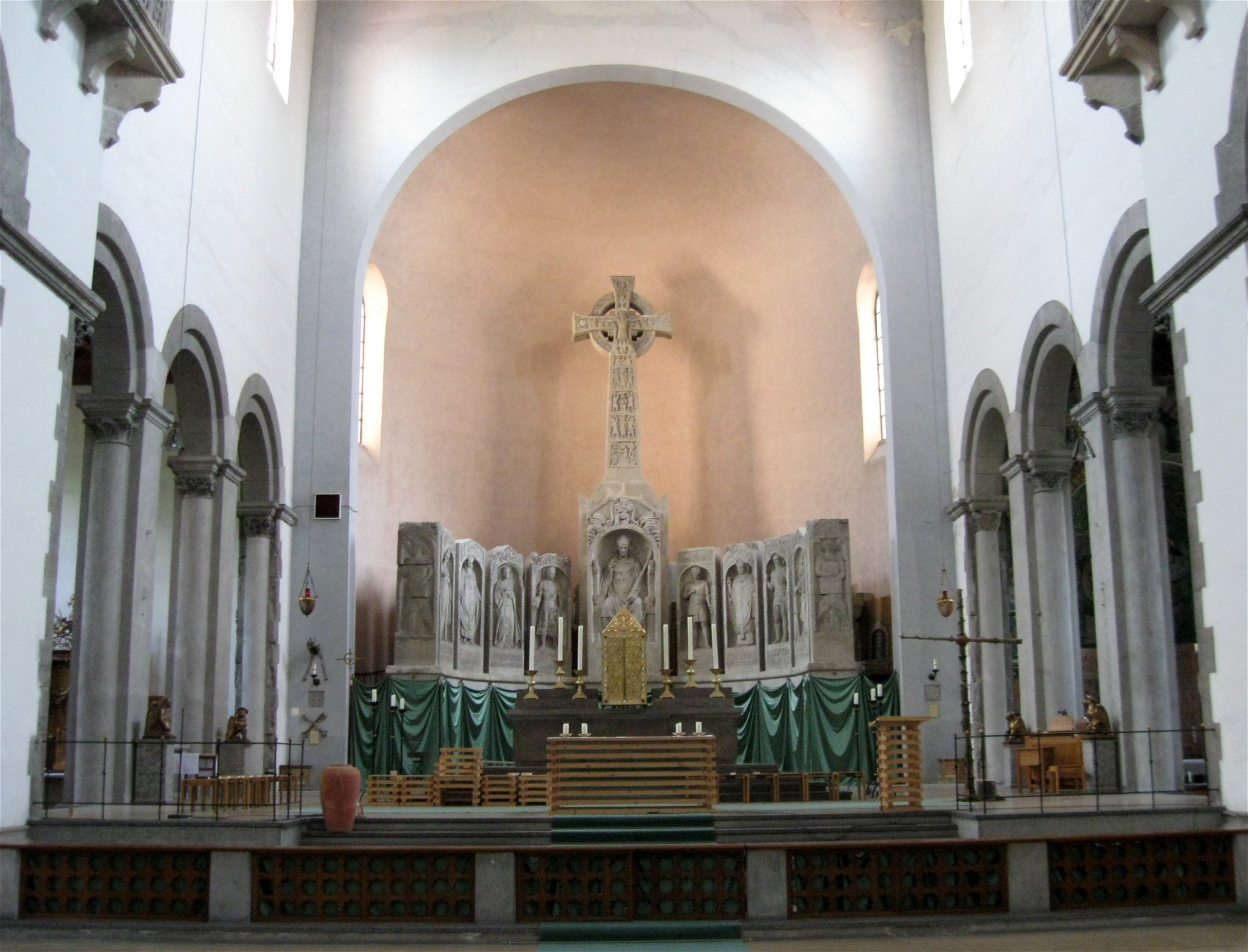
Chor und Altar
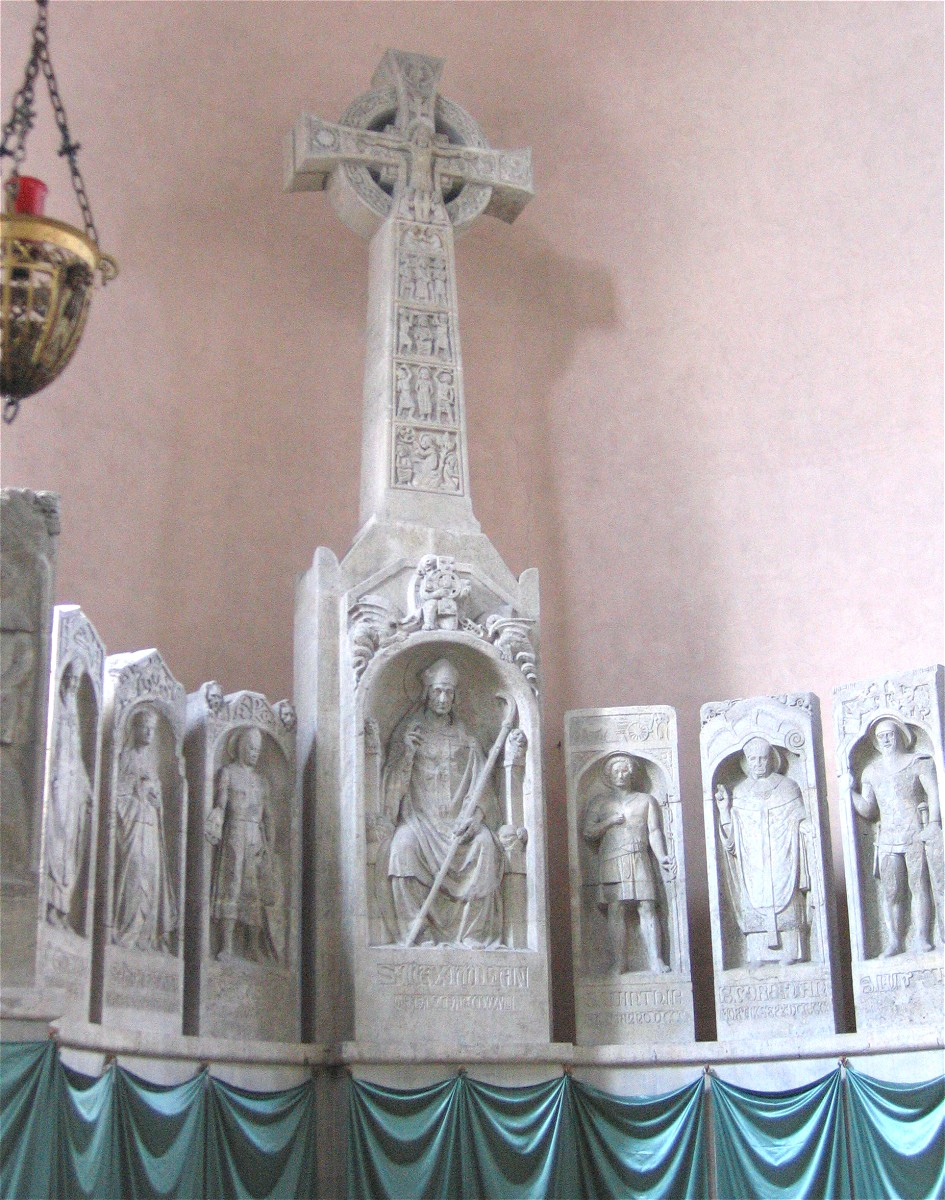
Hochaltar
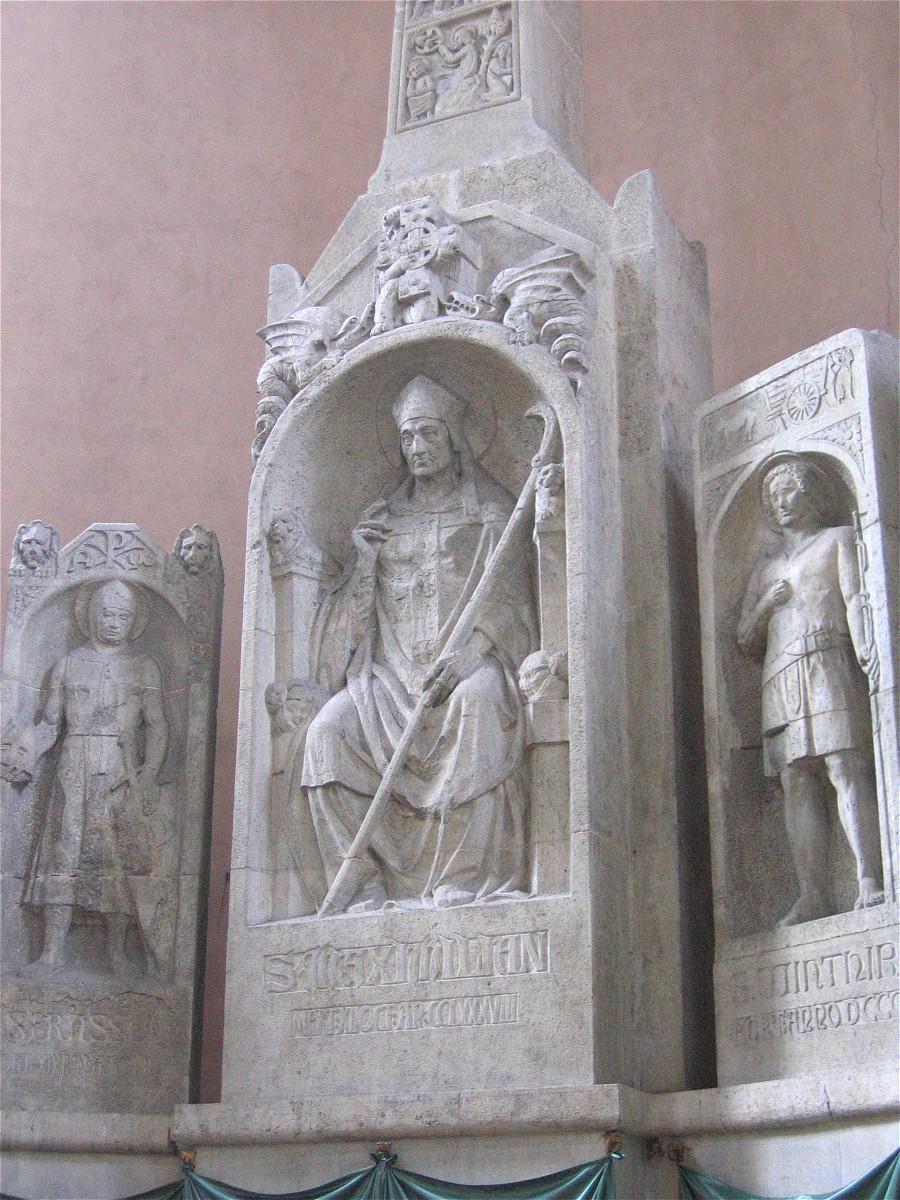
Rasso, Maximilian (Mitte), Winthir
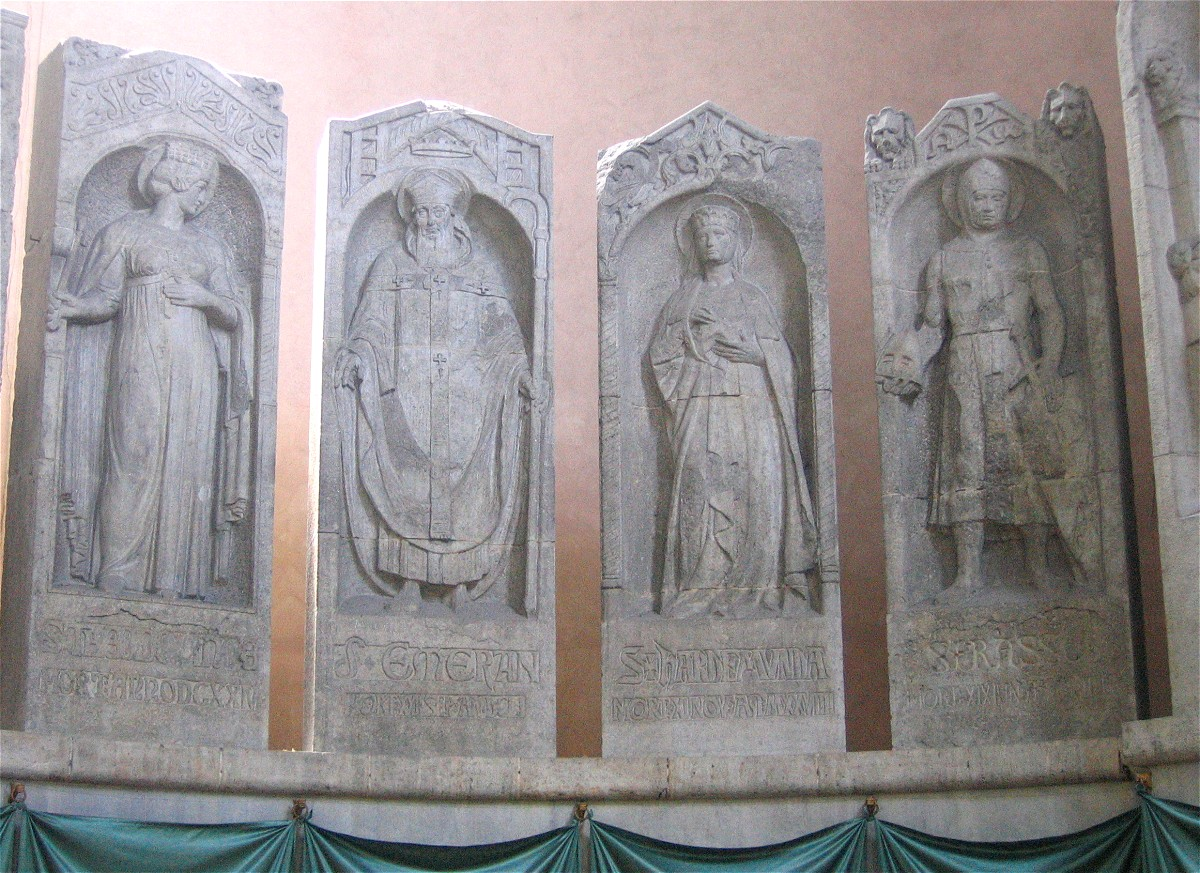
Theodolinde, Emmeram, Hardemunde und Rasso

Der Baukörper selbst ist in seiner Konzeption von Zugeständnissen an den schwierigen Untergrund der Isarauen bestimmt. So musste das Turmwerk nach Süden verlegt werden, so dass es an den Seiteneingängen bei der Vierung entstand. Nur dort war es möglich, die Rammpfähle mit vertretbarem Aufwand in eine höherliegende Flint-Zunge zu treiben. Damit die Kirche auch an dieser Stelle mit natürlichem Licht beleuchtet werden kann, wurden die beiden Türme mit einer offenen Galerie verbunden, die das Licht durch zwei große Fenster in das Kircheninnere führt. Die Bodenbeschaffenheit des übrigen Bauplatzes war dermaßen schwach (wenig tragfähig), dass auf den Einzug von (steinernen) Gewölben verzichtet werden musste; stattdessen wurde eine Balkendecke eingezogen, was als Nebeneffekt die Baukosten noch einmal senkte.

## Maße des Bauwerkes
- Länge: 87 m
- Breite: 50 m
- Höhe (Innenraum): 24 m

## Ausstattung

### Bedeutende Kunstwerke
- Hochaltar: von Balthasar Schmitt, Georg Wrba, nach 1905
- Fresken: von Carl Johann Becker-Gundahl (vor 1910) und Josef Bergmann (Christophorus, Goliath und Jüngstes Gericht)
- Madonna des Marienaltares: Barock, bis 1954 an einem Bürgerhaus im Tal

### Orgel

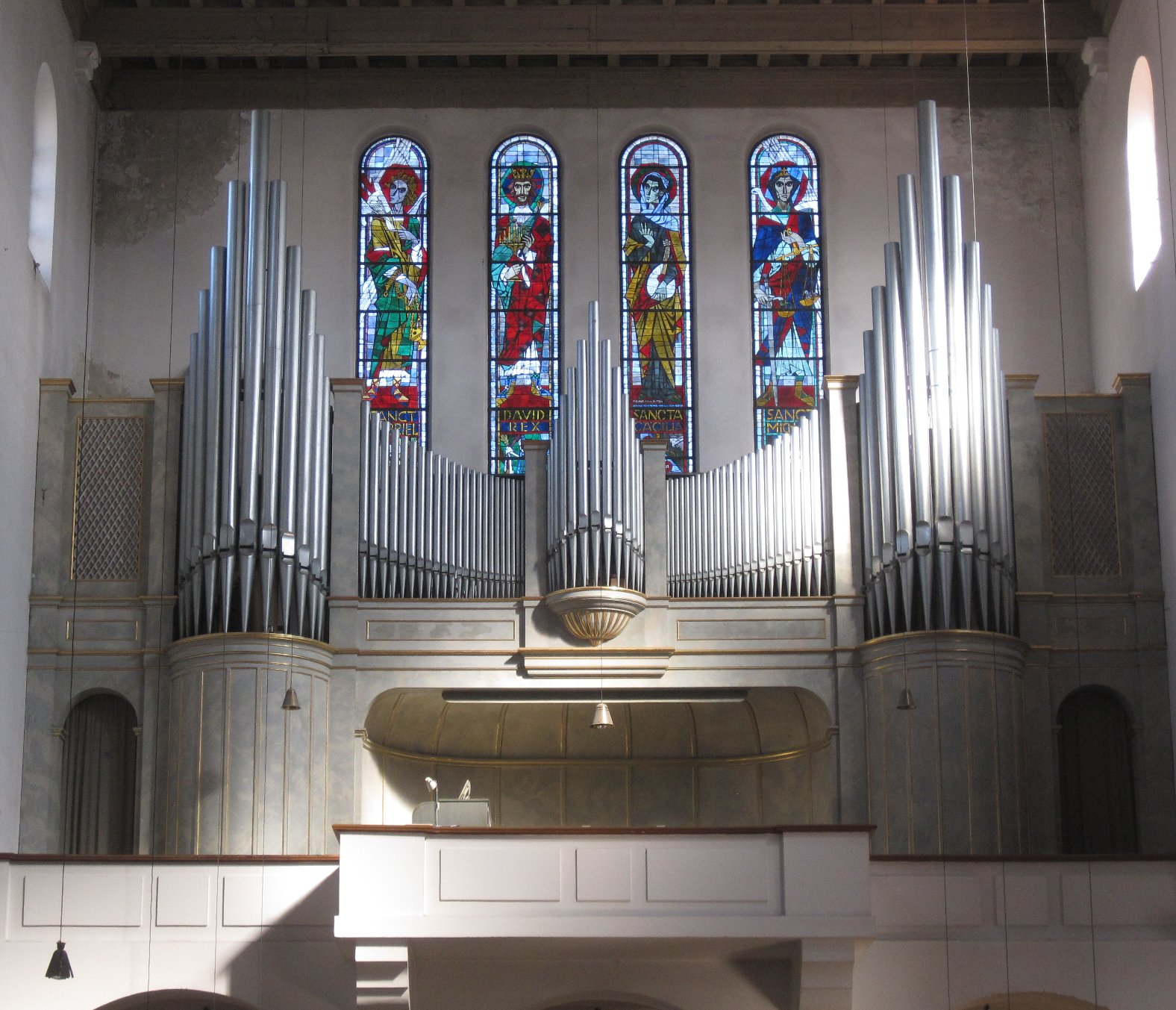
Orgelprospekt

Die erste Orgel wurde 1904 von dem Orgelbauer Franz Borgias Maerz erbaut; das Instrument wurde 1943 durch Bombentreffer zerstört. Es hatte 47 Register auf drei Manualwerken und Pedal (Kegelladen); die Trakturen waren pneumatisch.
Die heutige Orgel wurde 1954 vom „Orgelbau Carl Schuster & Sohn“ erbaut, die Disposition ist vom damaligen Orgelsachverständigen und Domorganisten Heinrich Wismeyer. Das Instrument hat 57 Register auf elektropneumatischen Kegelladen, verteilt auf drei Manuale und Pedal. Die Spiel- und Registertrakturen sind elektropneumatisch.
| I Hauptwerk C–g3 |               |         |
| 01.              | Quintadena    | 16′     |
| 02.              | Praestant     | 08′     |
| 03.              | Prinzipal     | 08′     |
| 04.              | Rohrgedackt 0 | 08′     |
| 05.              | Spitzflöte    | 08′     |
| 06.              | Großquint     | 05 1⁄3′ |
| 07.              | Oktave I      | 04′     |
| 08.              | Oktave II     | 04′     |
| 09.              | Querflöte     | 04′     |
| 10.              | Nasat         | 02 ⁄3′  |
| 11.              | Oktave        | 02′     |
| 12.              | Mixtur major  | 02′     |
| 13.              | Mixtur minor  | 0 1⁄2′  |
| 14.              | Basson        | 16′     |
| 15.              | Horn          | 08′     |

| II Positiv C–g3 |                    |        |
| 16.             | Grobgedackt        | 08′    |
| 17.             | Weidenpfeife       | 08′    |
| 18.             | Ital. Prinzipal    | 04′    |
| 19.             | Quintadena         | 04′    |
| 20.             | Spitzoktave        | 02′    |
| 21.             | Kleinquinte        | 01 ⁄3′ |
| 22.             | Scharf             | 01′    |
| 23.             | Terzzimbel         | 0 1⁄4′ |
| 24.             | Rankett            | 16′    |
| 25.             | Schalmei-Krummhorn | 08′    |

| III Schwellwerk C–g3 |                    |         |
| 26.                  | Gedackt            | 16′     |
| 27.                  | Holzflöte          | 08′     |
| 28.                  | Dulzgedackt        | 08′     |
| 29.                  | Viol               | 08′     |
| 30.                  | Streicherschwebung | 08′     |
| 31.                  | Oktave             | 04′     |
| 32.                  | Rohrpfeife         | 04′     |
| 33.                  | Spitzgamba         | 04′     |
| 34.                  | Quinte             | 02 ⁄3′  |
| 35.                  | Nachthorn          | 02′     |
| 36.                  | Terz               | 01 3⁄5′ |
| 37.                  | Sifflöte           | 01′     |
| 38.                  | Mixtur             | 02′     |
| 39.                  | Helle Trompete     | 08′     |
| 40.                  | Oboe               | 08′     |
| 41.                  | Kleintrompete      | 04′     |
|                      | Tremulant          |         |

| Pedalwerk C–f1 |                 |         |     |
| 42.            | Untersatz       | 32′     | (S) |
| 43.            | Principalbass   | 16′     |     |
| 44.            | Subbass         | 16′     |     |
| 45.            | Gemshornbass    | 16′     |     |
| 46.            | Oktavbass       | 08′     |     |
| 47.            | Holzoktave      | 08′     |     |
| 48.            | Gedacktpommer 0 | 08′     |     |
| 49.            | Quintflöte      | 05 1⁄3′ |     |
| 50.            | Choralbass      | 04′     |     |
| 51.            | Spitzflöte      | 04′     |     |
| 52.            | Pedalmixtur     | 02′     | (S) |
| 53.            | Rauschbass      | 02 ⁄3′  |     |
| 54.            | Posaune         | 16′     |     |
| 55.            | Dulzian         | 16′     | (S) |
| 56.            | Trompete        | 08′     | (S) |
| 57.            | Zink            | 04′     |     |

- Koppeln: II/I, III/I, III/II, I/P, II/P, III/P, Generalkoppeln
- Spielhilfen: Crescendowalze, 3 freie Kombinationen und 1 freie Pedalkombination, Handregister zur freien Kombination I, II, III. Tutti.
- Absteller: Manual 16' ab, Handregister ab, Koppeln aus der Walze, General Zungen ab, Walze ab. Automatisches Pedal an. Einzelzungenabsteller.
- Anmerkung

(S) = 1987 durch Wilhelm Stöberl eingebautes Register

### Glocken

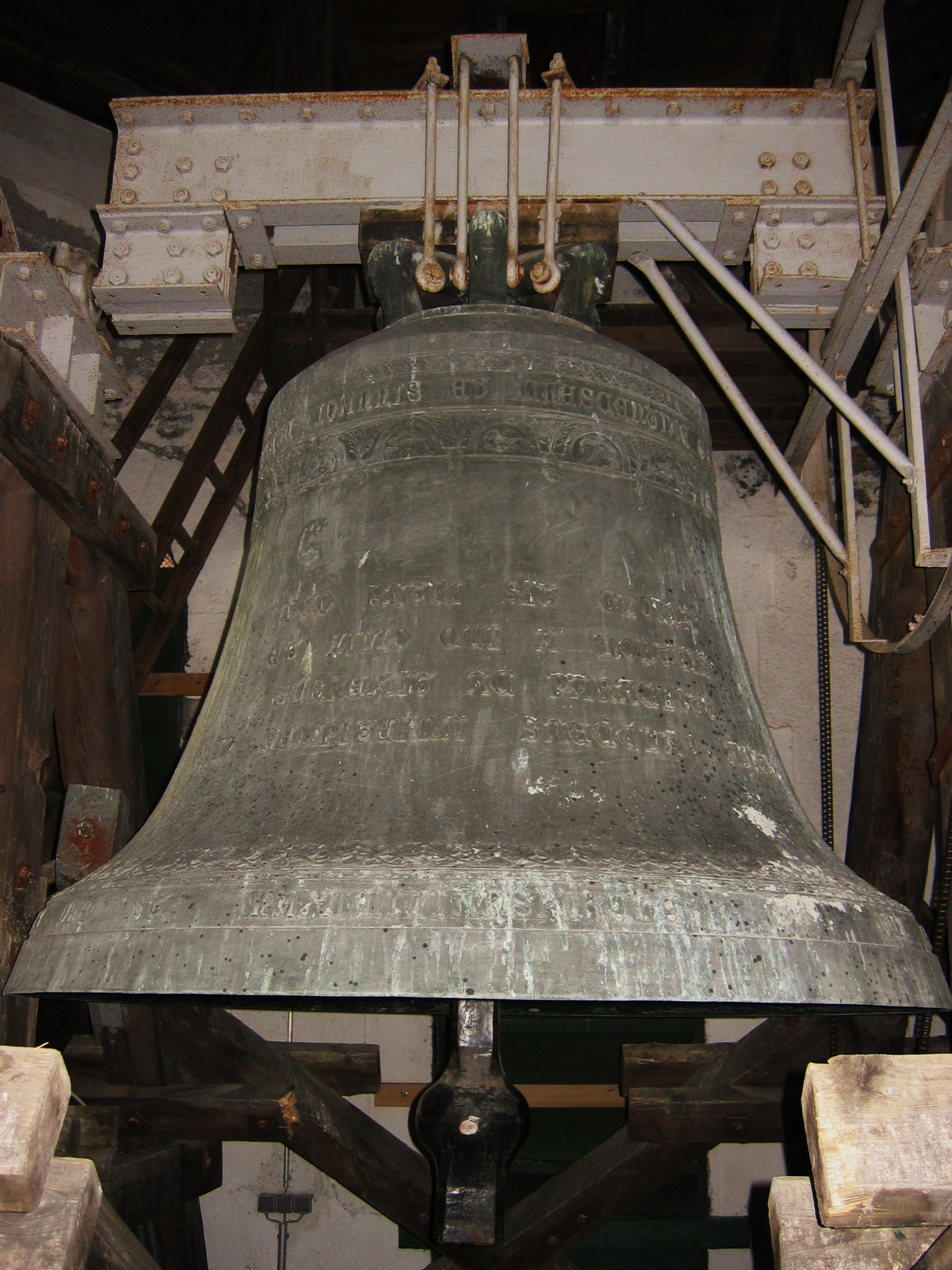
Dreifaltigkeitsglocke

Das sechsstimmige Glockengeläut von St. Maximilian wurde 1901 von der Glockengießerei Oberascher in München gegossen. Geweiht wurde es  am 14. September 1901. Die Gesamtkosten der Bronzeglocken betrugen 25.970 Mark, wobei die Kosten für die große Glocke (10.000 Mark) zur Weihe noch nicht (vollständig) aufgebracht waren. Dieses, um die Jahrhundertwende des 20. Jahrhunderts gegossene, Geläut hat einen hohen historischen Wert, da es in den beiden Weltkriegen vor Zerstörungen bewahrt worden ist. Die Glocken des Südostturmes hängen im Stahl-, die des Nordwestturmes in einem massiven Holzglockenstuhl. Über die beiden größeren Glocken erklingt der Uhrschlag.
Jeden Samstag um 15 Uhr wird mit den Glocken Otto, Ludwig, Maximilian und Salve der Sonntag für gut sechs bis sieben Minuten eingeläutet.
| Glocke | Name                  | Audio | Durchmesser | Gewicht | Nominal | Turm     |
| ------ | --------------------- | ----- | ----------- | ------- | ------- | -------- |
| 1      | Dreifaltigkeitsglocke |       | 1890 mm     | 3870 kg | A°      | Nordwest |
| 2      | Salveglocke           |       | 1567 mm     | 2240 kg | c′      | Nordwest |
| 3      | Apostelglocke         |       | 1410 mm     | 1680 kg | d′      | Südost   |
| 4      | Maximiliansglocke     |       | 1172 mm     | 0896 kg | f′      | Südost   |
| 5      | Ludwigsglocke         |       | 1040 mm     | 0669 kg | g′      | Nordwest |
| 6      | Ottoglocke            |       | 0940 mm     | 0450 kg | a′      | Südost   |

## Pfarrer der Pfarrei St. Maximilian
- Johann Baptist Fiechtner (* 22. Juni 1864 in Bad Tölz), wurde 1899 als Benefiziat mit dem Kirchenbau beauftragt.
- Ignaz Landgraf (Stadtpfarrer ab 1926)
Landgraf war bekannt für sein Redetalent, er begann den Wiederaufbau der Kirche nach dem Krieg. Bereits am Ostersonntag 1946 konnte im rechten Seitenschiff der Kirche wieder Gottesdienst gefeiert werden.
- Josef Rosenberger (Stadtpfarrer ab 1949)
Pfarrer Rosenberger war bis zur Übernahme der Pfarrei dort schon als Vikar tätig. Er führte den Wiederaufbau der Kirche fort, am 11. Oktober 1953 wurde der wiederhergestellte Hochaltar durch Bischof Johannes Neuhäusler erneut geweiht.
Heute erinnert an Pfarrer Rosenberger eine Straße, diese führt am Hauptportal von St. Maximilian vorbei.
- Hermann Josef Bösing (Stadtpfarrer ab 15. Januar 1974)
Bösing übernahm die Pfarrei, nachdem Pfarrer Rosenberger am 30. September 1973 aus gesundheitlichen Gründen in den Ruhestand ging.
- Rainer Maria Schießler (Stadtpfarrer ab 1993)
Pfarrer Schießler ist weit über die Grenzen der Pfarrei hinaus bekannt, vor allem durch seine unkonventionellen medienwirksamen Auftritte.

## Umgebung
Zum Gesamtensemble gehört noch ein Irisches Auferstehungskreuz am Haupteingang der Stadtpfarrkirche.

## Trivia
- St. Maximilian wird auf Grund des äußeren Erscheinungsbildes mit den fehlenden Turmhelmen auch als Notre Dame an der Isar bezeichnet.
- Bis zur Säkularisation 1809 gab es in München bereits eine St.-Maximilians-Kirche. Auf Veranlassung von Kurfürst Maximilian III. Joseph von Bayern und Graf Max Emanuel von Perusa wurden die Barmherzigen Brüder im Jahr 1750 in das vor dem Sendlinger Tor gelegene Lazarett berufen. Von 1752 bis 1754 entstand vor dem Sendlinger Tor in der heutigen Ziemssenstraße das Spital der Barmherzigen Brüder; die zugehörige Klosterkirche folgte ab 1764. Sie wurde 1772 zu Ehren des Kurfürsten dem hl. Maximilian geweiht. In Größe, Raumanordnung und Ausstattung war sie vergleichbar der Elisabethkirche beim Frauenspital.